# Glicociamina
La glicociamina (o guanidinoacetato) es un metabolito de la glicina en el cual el grupo amino ha sido convertido en un grupo guanidino.
La glicociamina es un precursor directo de la creatina y suele utilizarse como suplemento dietético. Sin embargo el metabolismo de la creatina a partir de la glicociamina provoca el agotamiento de las reservas hepáticas de grupos metilo; esto a su vez causa que los niveles de homocisteína se eleven, lo que se ha demostrado que provoca problemas cardiovasculares y esqueléticos.

## Usos
Una serie de estudios han mostrado que la combinación de glicociamina con betaína mejora los síntomas de pacientes con enfermedades crónicas, incluyendo aquellos con enfermedades cardíacas, sin mostrar toxicidad. La betaína puede proveer los grupos metilo para que la glicociamina, vía metabolismo de la metionina, aumente la producción endógena de creatina. En resumen, estos tratamientos disminuyen la fatiga, aumentan la fuerza y la resistencia , y mejoran la sensación de bienestar. Los pacientes cardíacos descompensados con arterioesclerosis o enfermedad reumática) y fallo cardíaco congestivo han mostrado mejorar su función cardíaca. Estos pacientes ganaron peso (con una mejora en el balance de nitrógeno) y mostraron disminuír los síntomas de artritis, asma y mejoraron su libido. Los pacientes con hipertensión experimentaron una reducción temporal en la presión sanguínea. Además estos estudios mostraron un aumento de tolerancia a la glucosa, tanto en pacientes diabéticos como en no diabéticos.